# Кусимов, Салават Тагирович
Салава́т Таги́рович Куси́мов (род. 8 марта 1942, Кировабад, СССР) — президент Уфимского государственного авиационного технического университета, ректор УГАТУ с 1992 по 2003 годы, депутат Государственного Собрания — Курултая Республики Башкортостан с 2003 по 2008 год, российский учёный, кандидат технических наук, профессор.

## Биография
Сын героя войны генерала Тагира Кусимова.

### Образование, деятельность
Окончил Московский энергетический институт (1965), инженер-электрик. Кандидат технических наук (1971), профессор (1991).
Изобретатель СССР (1985), член-корреспондент АН РБ (1998), действительный член РАЕН (1993), Международной академии наук высшей школы (1994), Петровской академии наук и искусств (1994), Петровской академии проблем качества РФ (1995), член президиума УНЦ РАН, коллегии государственного контроля по науке и профессиональному образованию РБ, Президентского Совета РБ, депутат Палаты представителей, зам. пред. Госсобрания РБ. Награждён орденом «Знак Почёта» (1985), медалями.
В 1965—1967 гг. — инженер в объединении «Башкирэнерго»; в 1970—1974 гг. — в УАИ (УГАТУ): ассистент, ст. преподаватель, доцент кафедры «Теоретические основы электротехники»; в 1974—1981 гг. — зав. кафедрой «Электрические машины и аппараты», зав. кафедрой «Теоретические основы электротехники», проректор по учебной работе, с 1992 г. — ректор.
Специалист в области управления сложными техническими объектами, оптико-механическими системами, адаптивной лазерной оптикой. Создатель научного направления — управления параметрами мощного лазерного излучения. Результаты научных исследований применяются в аэрокосмической промышленности. Имеет 98 авторских свидетельств и патентов на изобретения. Под его руководством защищено семь кандидатских диссертаций.
Женат, имеет сына.

## Труды
Кусимов Салават Тагирович — автор более 200 печатных работ, в том числе 3 монографий:
- С. Кусимов «Модели и обработка изображений в оптических системах космического видения». М.: Наука, 1991 (соавтор).
- С. Кусимов «Модели систем автоматического управления и их элементов». М.: Машиностроение, 2003 (соавтор).
- «Нейрокомпьютеры в авиации». Редакторы: Владимир Васильев, Барый Ильясов, Салават Кусимов. Издательство: Радиотехника ISBN 5-93108-055-0; 2004 г.

## Награды и звания
- Награждён орденом «Знак Почета» (1985)
- Медалью «За трудовую доблесть» (1981)
- Награждён золотой, серебряными и бронзовой медалями ВДНХ СССР
- Почётный работник высшего профессионального образования Российской Федерации
- Почетной Грамотой Республики Башкортостан
- Заслуженный деятель науки Республики Башкортостан
- Отличник образования Республики Башкортостан